# جسر مدينة كارتانيغارا
جسر مدينة كارتانيغارا ويعرف أيضًا باسم جسر ماهاكام الثاني هو جسر معلق إندونيسي يقع في جزيرة بورنيو في كالمنتان الشرقية، يعبر نهر ماهاكام ويربط بين تنغارونغ وساماريندا.
الجسر الذي يبلغ طوله 710 أمتار، والذي يضم مقطعًا معلقًا يبلغ طوله 270 مترًا، يهدف إلى التشبه بجسر البوابة الذهبية في سان فرانسيسكو. بدأ بناء الجسر في عام 1995 واكتمل في عام 2001. كان أطول جسر معلق في إندونيسيا.
في 26 نوفمبر 2011 انهار الجسر بعد عشر سنوات فقط من اكتماله مما أدى إلى مقتل 20 شخصًا على الأقل وإصابة 39 آخرين.
تم بناء الجسر بواسطة بناة مملوكة للدولة بي تي هوتاما كاريا، بتكلفة 150 مليار روبية (16.4 مليون دولار أمريكي).

## الانهيار
في 26 نوفمبر 2011 في حوالي الساعة 4:30 مساءً (بالتوقيت المحلي)، بينما كان العمال يقومون بأعمال الصيانة على الجسر، قطع كابل الدعم وأصيب الهيكل بالفشل الدعائمي الكارثي. سقط الطريق في نهر ماهاكام بعمق 50 متراً أسفله، ولم يتبق سوى برجي الجسر وبعض الكابلات الداعمة المتبقية. قُتل ما لا يقل عن 20 شخصًا، وأُصيب 40 آخرون مع 19 شخصًا آخرين أُبلغ عن فقدهم.
تم بناء جسر مقوس بديل في عام 2013 وافتتح رسميًا في ديسمبر 2015.